# NGC 900
NGC 900 (другие обозначения — UGC 1843, MCG 4-6-20, ZWG 483.23, NPM1G +26.0061, PGC 9079) — линзообразная галактика (S0) в созвездии Овен.
Этот объект входит в число перечисленных в оригинальной редакции «Нового общего каталога».
Ошибки в базах данных иногда приводили к тому, что галактика иногда путалась с NGC 901. Имеет слабые внешние расширения диска.